# TuS Rosenberg
Der TuS Rosenberg 1911, auch Turn- und Sportverein Rosenberg 1911 e.V., ist ein Breitensportverein aus der Stadt Sulzbach-Rosenberg. 

## Geschichte
Der heutige Turn- und Sportverein Rosenberg entstand im Jahr 1945 aus den beiden im Jahr 1911 als Turnverein Rosenberg und im Jahr 1922 als Fußballclub Rosenberg gegründeten Vorgängervereinen.

## Fußball
Größter Erfolg der Vereinsgeschichte im Fußball der Männer war das Erreichen der 1. Hauptrunde im DFB-Pokal in der Saison 1977/78.  Dort unterlag die Mannschaft am 30. Juli 1977 vor 6.000 Zuschauern im Rosenberger Friedrich-Flick-Stadion dem MSV Duisburg mit 1:11 (0:4).

## Handball

### HC Sulzbach-Rosenberg
Die Handballabteilung gründete 2005 einen eigenen Club unter dem Namen HC Sulzbach-Rosenberg e. V. Die größten Erfolge des Clubs waren bisher der Aufstieg von den Frauen und Männern in die viertklassige Handball-Bayernliga, der die Männer insgesamt fünf Jahre und die Frauen vier Jahre angehörten. Der HC nimmt mit drei Herrenmannschaften, drei Damenteams und fünfzehn Nachwuchsmannschaften am Spielbetrieb des Bayerischen Handballverbandes (BHV) teil. 

Die 1. Herrenmannschaft und das 1. Damenteam spielten 2022/23 beide in der Landesliga Bayern. 

### Erfolge
| - Aufstieg in die Regionalliga 2025 - Aufstieg in die Handball-Bayernliga (4. Liga) 2011, 2013 - Nordbayerischer Vizemeister 2025 - Nordbayerischer Landesligameister 2011, 2013 - Aufstieg in die Frauen-Bayernliga (4. Liga) 2008 | - Nordbayerischer Landesligameister (Frauen) 2008 - Nordbayerischer Landesliga-Vizemeister (Frauen) 2016 - Aufstieg in die Landesliga 2022 - Ostbayerischer Meister 2022 |